# Racisme scientifique
Le racisme scientifique aussi nommé racialisme, est une idéologie racisante et pseudoscientifique soutenant la théorie des races. Cette idéologie émerge durant le modernisme, au XVIIIe siècle, avec les sciences dans un contexte où le suprémacisme blanc est répandu, et il postule que des races d'humains existent.
Le racisme scientifique émerge dans un contexte historique colonialiste où la majorité des chercheurs adhèrent aux idéologies relatives au suprémacisme blanc, et où plusieurs entreprennent de démontrer "scientifiquement" l'existence de races, par un mésusage de la biologie, des sciences sociales ou de la philosophie.
Le nazisme, avec le génocide qui y est associé, est un exemple de l'application d'idées issues du racisme scientifique. Il soutend aussi l'eugénisme.
Il est toujours vivant, son plus important tenant contemporain est J. Philippe Rushton. Peter Thiel, conseiller de Trump, est un eugéniste, de la Silicon Valley soutenant le racisme scientifique.

## Historicité
Bien que l'idée suprémaciste remonte à l'Antiquité, celle-ci ne racialise pas. Longtemps la division fut entre chrétiens et non-chrétiens ; le racisme contemporain doit son existence au racisme scientifique, c'est-à-dire à la démarche de scientifiques pour prouver l'existence de "races" ainsi que la supériorité blanche, et ce dès Linné.
Le racisme scientifique donne lieu à la théorie des races qui émerge au XVIIIe siècle et se développe au XIXe siècle en tant que théorie scientifique
Systema naturae, de Carl von Linné inclut à sa sortie une typologie en quatre races: 
- Europaeus albus : blanc et d'Europe
- Americanus rubescens : rouge et d'Amériques
- Asiaticus fuscus : jaune et d'Asie
- Africanus niger : noir et d'Afrique

L'histoire du racisme scientifique est intimement liée à celle de l'entreprise sociale de diviser l'humanité en catégories raciales, et donc au racisme. Par exemple, Charles Darwin a choisi La préservation des  races favorisées dans la lutte pour la vie comme sous-titre de son livre L'Origines des espèces, et bien qu'il eût les espèces animales en tête, sa vision des races humaines est similaire.
Le racisme scientifique n'est pas mort et continue d'alimenter l'hostilité et les discriminations racistes. Le plus important représentant contemporain mettant l'emphase sur une prétendue importance des distinctions raciales est le psychologue J. Philippe Rushton,

## Définitions
Le racisme scientifique actuel, aussi nommé racialisme, correspond au fait de distinguer, de catégoriser les êtres humains en races différentes,,,.
Le racisme scientifique est similaire à la notion plus générale en sciences sociales de racialisme, les deux étant fondés sur l'existence et le comportement des races et prétendent à l'objectivité et se disent basées sur la recherche scientifique, et les deux émergent à partir du milieu du XVIIIe siècle.

### Même postulats que le racialisme
Les principaux postulats du racisme scientifique ou du racialisme sont les mêmes, ne se diférencient pas, chez le philosophe et historien Tvetan Todorov qui tente pourtant de créer une distinction. Selon Ama Mazama, il est difficile de voir comment un théoricien des races pourrait ne pas être influencé dans son comportement par ses propres thèses. La distinction entre racisme et racialisme de Todorov est de peu d'intérêt pour Gérard Lenclud.

## Anthropologie raciale

### Les premières classifications
Au XVIIIe siècle, le travail de mise en ordre et de classification de [Linné aboutit aux premières taxonomies qui vont s'accompagner d'une classification de l'humanité en diverses races, produisant ainsi le mythe des races dans lequel les Blancs seraient supérieurs.

### À la recherche de différences raciales
L'anthropologie, l'ethnologie, la médecine, la psychologie la psychiatrie, la biologie et d'autres sciences sont impliquées dans la recherche de distinctions raciales.

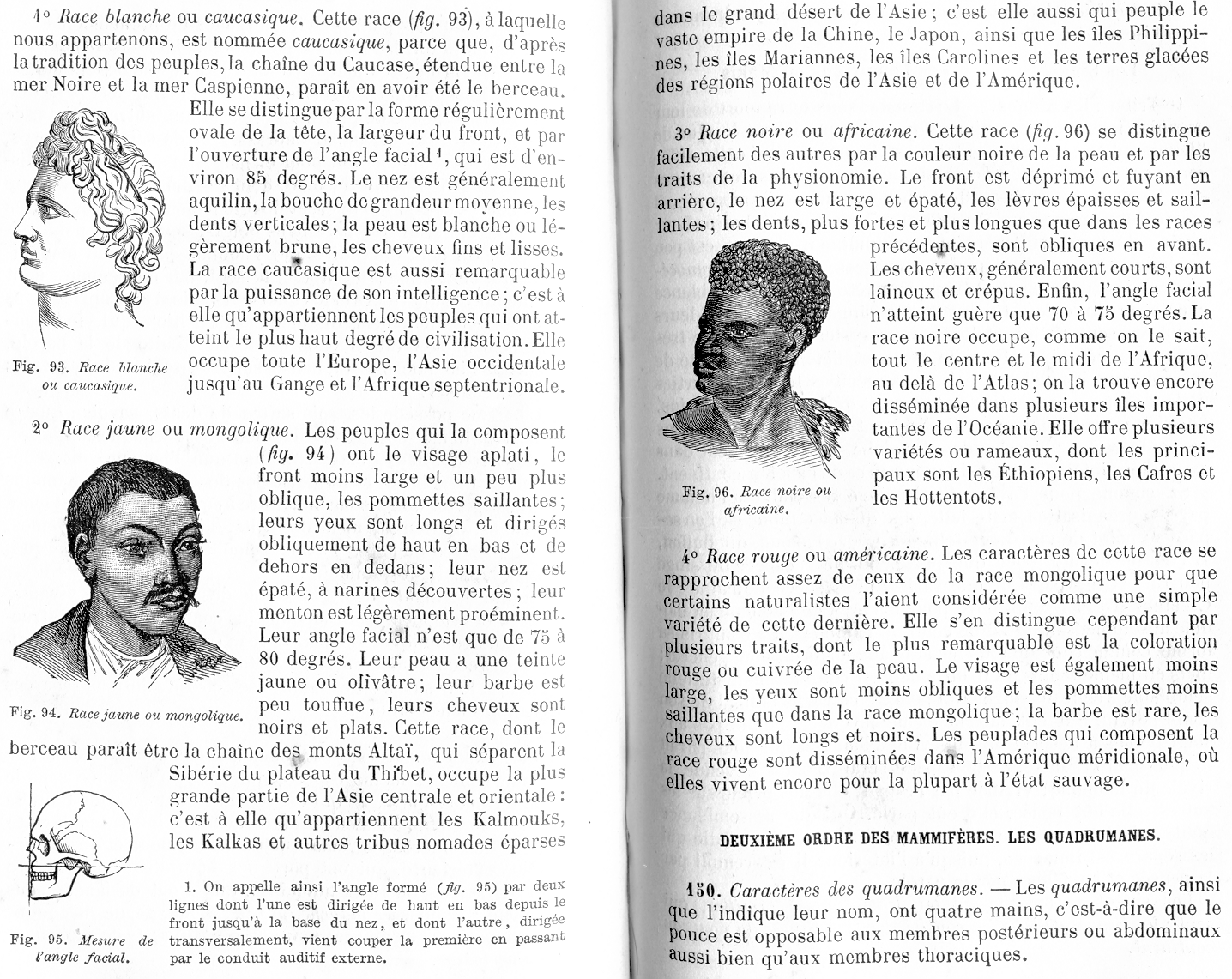
Page du livre Histoire naturelle.

La couleur de la peau n'est pas le seul critère retenu dans la définition des races élaborée par les scientifiques des XVIIIe et XIXe siècles.
Les recherches internationales aboutissent à une multitude de taxonomies. Celle de Johann Friedrich Blumenbach (1752-1840) revenant à cinq races sur la base de l’observation des crânes passera à la postérité en appliquant le terme « caucasien » (ou « caucasoïde ») à la « race blanche ». Bien que leur validité soit contestée par de nombreux anthropologues contemporains, les termes « caucasien » ou « caucasoïde » sont encore utilisés aujourd'hui.

## Racisme scientifique auxXXeetXXIesiècles
Le racisme scientifique est encore très actuel et nourrit à la fois, les stéréotypes racialistes, le suprémacisme blanc et l'eugénisme contemporain.
Le plus important représentant contemporain racisme scientifique est le psychologue J. Philippe Rushton
Aux États-Unis, le racisme scientifique est ravivé dans la Silicon Valley, par notamment Peter Thiel ainsi que Elon Musk et Trump
Donald Trump fait notamment référence au racisme scientifique de l'eugéniste et raciologue Madisson Grant, notamment lorsqu'il utilise l'expression « Mauvais gènes »,,,,
En France, selon Delphine Peiretti, spécialiste en histoire de la race et du genre, les discours qui prolifèrent dans l’espace public français contemporain tendent à prétendre que le racisme scientifique n'existe plus, force à s'opposer sans relâche aux manifestations évidentes de racisme biologique qui perdurent dans la société française. Elle donne l'exemple des cris de singes dans les tribunes des stades, ou de la comparaison à une guenon, qu'a subit Cristianne Taubira
Selon Clara Cini, chez Le Monde, qui cite Pierre-André Taguieff, le racialisme est un racisme supposé scientifique:

« toute construction idéologique fondée sur l’idée de “race humaine” et faisant appel à une conceptualité supposée scientifique, d’une façon plus ou moins prononcée »

### Nazisme

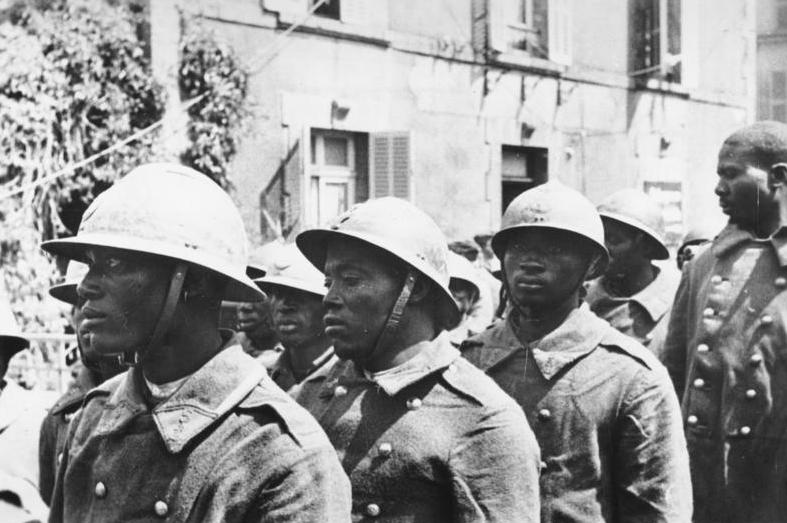
Environ 120000 prisonniers de guerre issus de l'Afrique française ont été capturés par les nazis. Contrairement aux autres Français captifs, ils n'ont pas été déportés en Allemagne par peur racialiste.

Le cas le plus documenté de l'application eugéniste du racisme scientifique fut le nazisme et  la Shoah
Les idées pseudo-scientifiques de Madison Grant ont influencé les dirigeants nazis Alfred Rosenberg et Adolf Hitler, qui appartenait pourtant, selon les critères raciaux de Grant, à la « race alpine ». Les idées racistes de Grant ont une influence encore aujourd'hui.

### Eugénisme
L'eugénisme est une idéologie à prétention scientifique erronée et une théorie d'amélioration de la "race", de reproduction planifiées ayant gagné en popularité au cours du siècle dernier et encore vivante.

## Catégories sociales affectées

### Communautés religieuses
L'islamophobie, tout comme l'antisémitisme, peuvent relever du racisme scientifique contemporain car bien que d'allure culturelle, l'appel à la "race", à l'hérédité de comportements, à l'idée d'un sang chrétien supérieur est observable.

### Populations considérées non-blanches
Au Québec, le médecin et psychanalyste, Pierre  Mailloux soutien régulièrement qu’il y a des « races » supérieures aux autres génétiquement, et que d'autres  « races »  peuvent être dangereuses et radicales,,
Le docteur Mailloux affirme, en appel à la Cours suprême que scientifiquement, les Noirs et des autochtones ont un quotient intellectuel inférieur, et perd,.
En Amériques, les peuples autochtones subissent les effets du racisme scientifique  Le peuple Sami, peuple indigène du nord de l'Europe, souffre aussi des dommages du racisme scientifique et d'avoir été racialisés.
Le racisme scientifique étaye nombres des croyances  racistes que les médecins ont aujourd'hui, notamment l'idée erronée que les personnes noires ont les terminaison nerveuses moins sensibles ou la peau plus épaisse.
Le racisme scientifique pourrait entraîner une résistance face à la théorie de l'évolution et les sciences en général, chez les populations qui en sont victimes, puisqu'elle a été largement associée à des conceptualisations et études infériorisant les populations noires, selon une étude au Zimbabwe